# Správa
Správa (internationaler Titel: The Auschwitz Report) ist ein slowakisches Historiendrama aus dem Jahr 2021. Regie führte Peter Bebjak. Der Film wurde vom 25. bis 27. Januar 2021 erstmals online gestreamt. Der Film wurde als slowakischer Beitrag für den besten fremdsprachigen Film bei der 93. Oscar-Verleihung ausgewählt.

## Handlung
Die Geschichte beruht auf einer wahren Begebenheit. Freddy und Walter, zwei jungen slowakischen Juden, die 1942 nach Auschwitz deportiert wurden, gelingt am 10. April 1944 nach sorgfältiger Planung und mit Hilfe und Widerstandsfähigkeit der anderen Häftlinge die Flucht aus dem Konzentrationslager. Während die zurückgebliebenen Insassen sich gegen die Gewalt der Nazi-Offiziere behaupten, haben die beiden Männer die Hoffnung, dass die von ihnen gesammelten Beweise weitere Leben in Auschwitz retten könnten. Abgemagert und verletzt machen sie sich auf den Weg über die Berge zurück in die Slowakei. Mit Hilfe zufälliger Begegnungen schaffen sie es, die Grenze zu überqueren und treffen auf die Widerstandsbewegung und das Rote Kreuz. Sie erstellen einen detaillierten Bericht über den systematischen Völkermord im Lager. Angesichts der noch bestehenden Propaganda der Nazis und der internationalen Verbindungen scheint ihr Bericht jedoch zu erschütternd, dass es ihnen geglaubt wird.

## Produktion
Der Film basiert auf dem Buch „Escape from hell: the true story of the Auschwitz protocol“ von Alfréd Wetzler. Der Film wurde in der Slowakei und in Tschechien gedreht.